# Fasnia
Fasnia – gmina w Hiszpanii, w prowincji Santa Cruz de Tenerife, we wspólnocie autonomicznej Wysp Kanaryjskich, o powierzchni 45,11 km². W 2011 roku gmina liczyła 2963 mieszkańców.